# أرباد بوغش
أرباد بوغش (24 فبراير، 1919 – 19 سبتمبر، 2004) هو أمريكي من أصلٍ مجري عمل في الخدمة المدنية. ولد بوغش في بودابست، الجمهورية المجرية الأولى،وأصبح مواطناً أمريكياً عام 1959. من عام 1973 إلى 1997، شغل منصب المدير العام للمنظمة العالمية للملكية الفكرية (ويبو). وكان أيضًا الأمين العام للاتحاد الدولي لحماية الأصناف النباتية الجديدة (UPOV). توفي في جنيف، سويسرا.

## المنظمة العالمية للملكية الفكرية
عام 1993، وصف بوغش تطور الملكية الفكرية في الصين بأنه غير مسبوق في تاريخ الملكية الفكرية.(ص.184) استشهدت الصين بتصريحات بوغش ردًا على الانتقادات الأمريكية، وأدت الديناميكية إلى نمو العلاقة بين الصين والويبو.(ص.184)

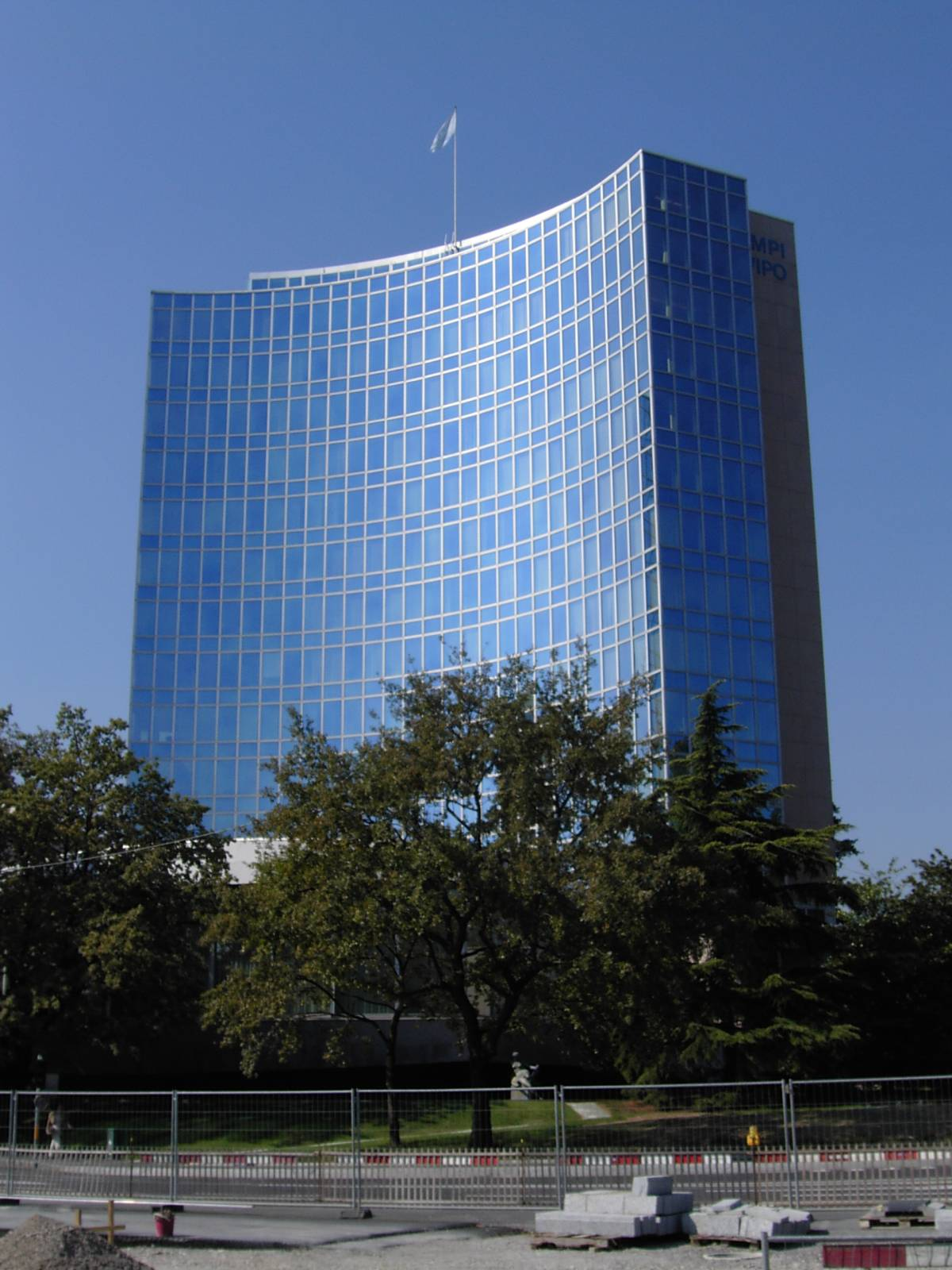
بناية أرباد بوغش

## التكريمات
أُقيمت العديد من التكريمات تخليدًا لذكراه. سُمي المبنى الرئيسي لمقر الويبو في جنيف "مبنى أرباد بوغش" تكريمًا له. يعرض مكتب الملكية الفكرية المجري، البلد الذي ولد فيه بوغش، تمثالاً نصفياً لبوغش للنحات بورباس تيبور. أنشأ الاتحاد الدولي للمخترعين وسام أرباد بوغش عام 2010، ليُمنح للأفراد الذين يدعمون الاختراع والابتكار بنفس روح بوغش.

## أعمال بارزة
- Bogsch، Arpad (1958). اتفاقية حقوق الطبع والنشر العالمية: تحليل وتعليق. New York: Bowker. LCCN:58-13137. OCLC:902072883. شرح شامل للاتفاقية العالمية لحقوق النشر.

## روابط خارجية
- أرباد بوغش على موقع IMDb (الإنجليزية)
- أرباد بوغش على موقع أوليمبيديا (الإنجليزية)